# レオン・コニエ
レオン・コニエ（Léon Cogniet、1794年8月29日 - 1880年11月20日）は、フランスの新古典派、ロマン主義の画家である。

## 略歴
パリで生まれた。1812年から国立高等美術学校（エコール・デ・ボザール）で、ピエール＝ナルシス・ゲランらに学んだ。1814年から大きな公募展に出展を始め、1815年にローマ賞の2位を受賞し、1817年に「カストールとポリュデウケースに救われたヘレネー」を描いた絵画でローマ賞を受賞した。ローマ賞を受賞すると、イタリアへの留学奨学金が与えられ、1822年まで在ローマ・フランス・アカデミーに滞在した。フランス帰国後も「死んだ娘を描くティントレット」などの作品で注目を集めた。ナポレオンのエジプト遠征などを題材とした歴史画を描いた。
1831年から Lycée Louis-le-Grand、1847年から、エコール・ポリテクニークでデザインを教え、1851年から1863年の間、パリ国立高等美術学校の教授を務め多くの画家を指導した。
1828年にレジオンドヌール勲章（シュバリエ）を受勲し、1846年にレジオンドヌール勲章（オフィシエ）を受勲した。

## 作品

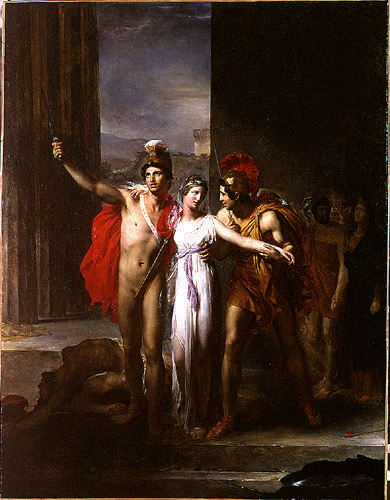
「カストールとポリュデウケースに救われたヘレネー」
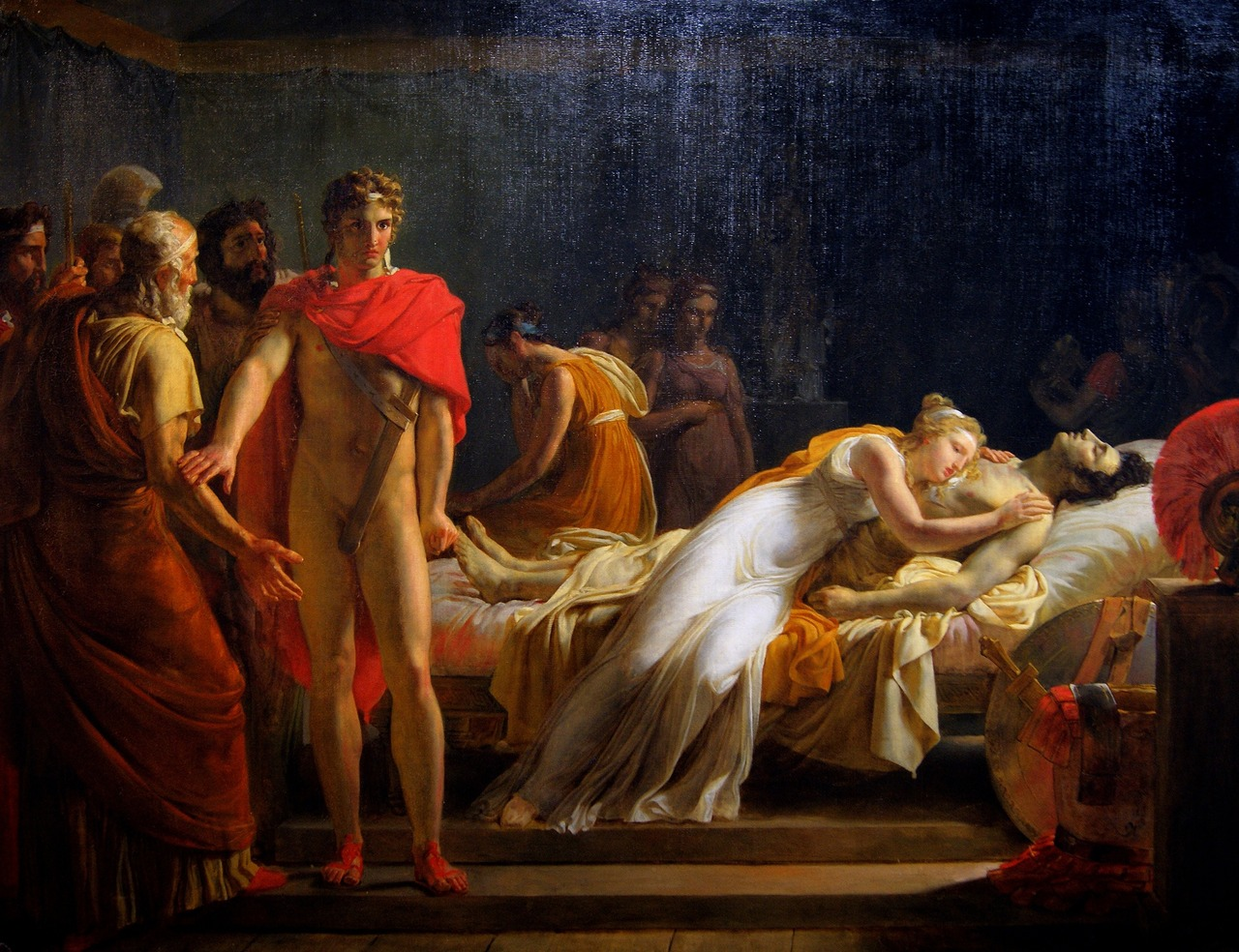
「パトロクロスの死を知るアキレウス」
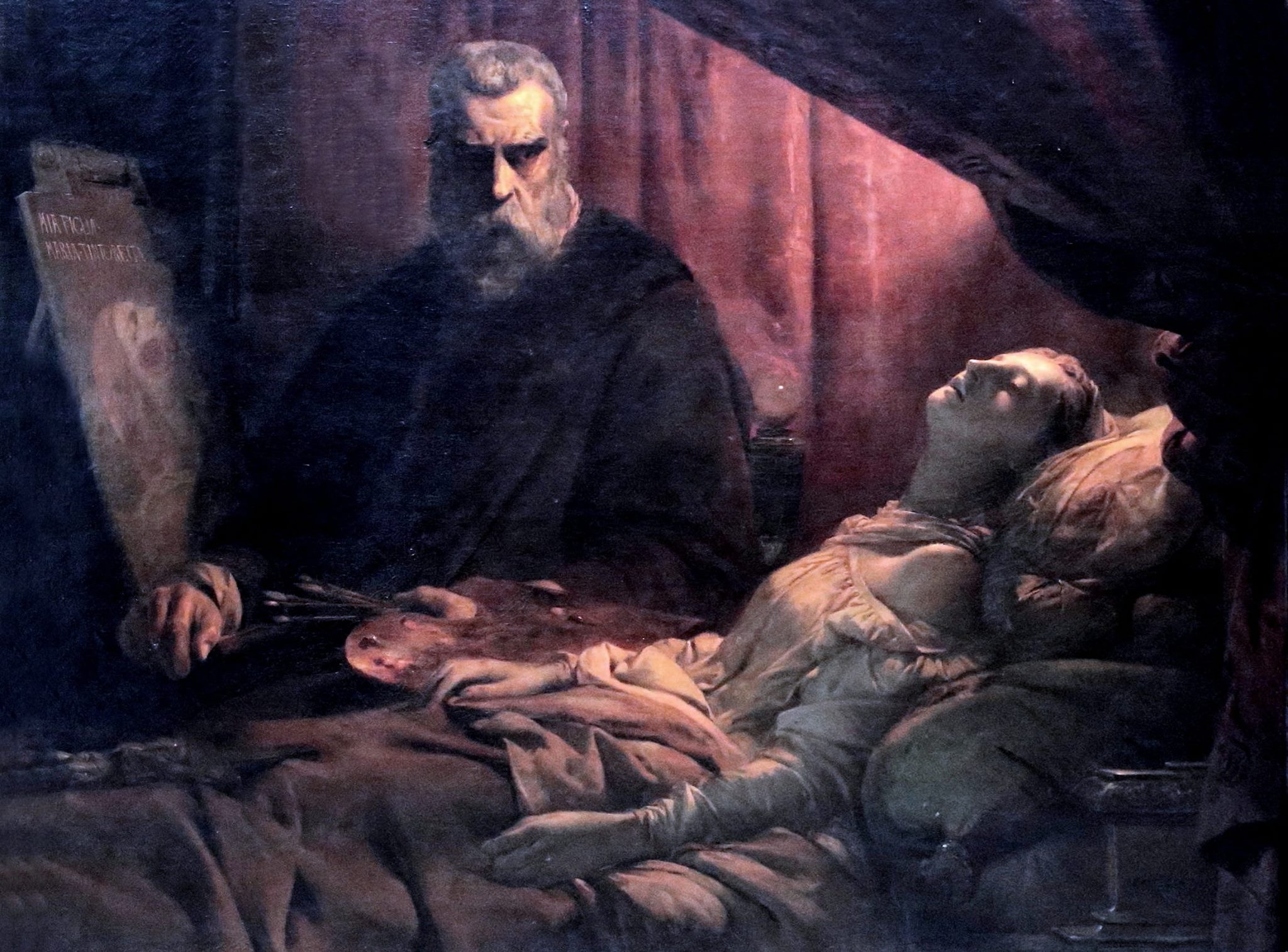
「死んだ娘を描くティントレット」
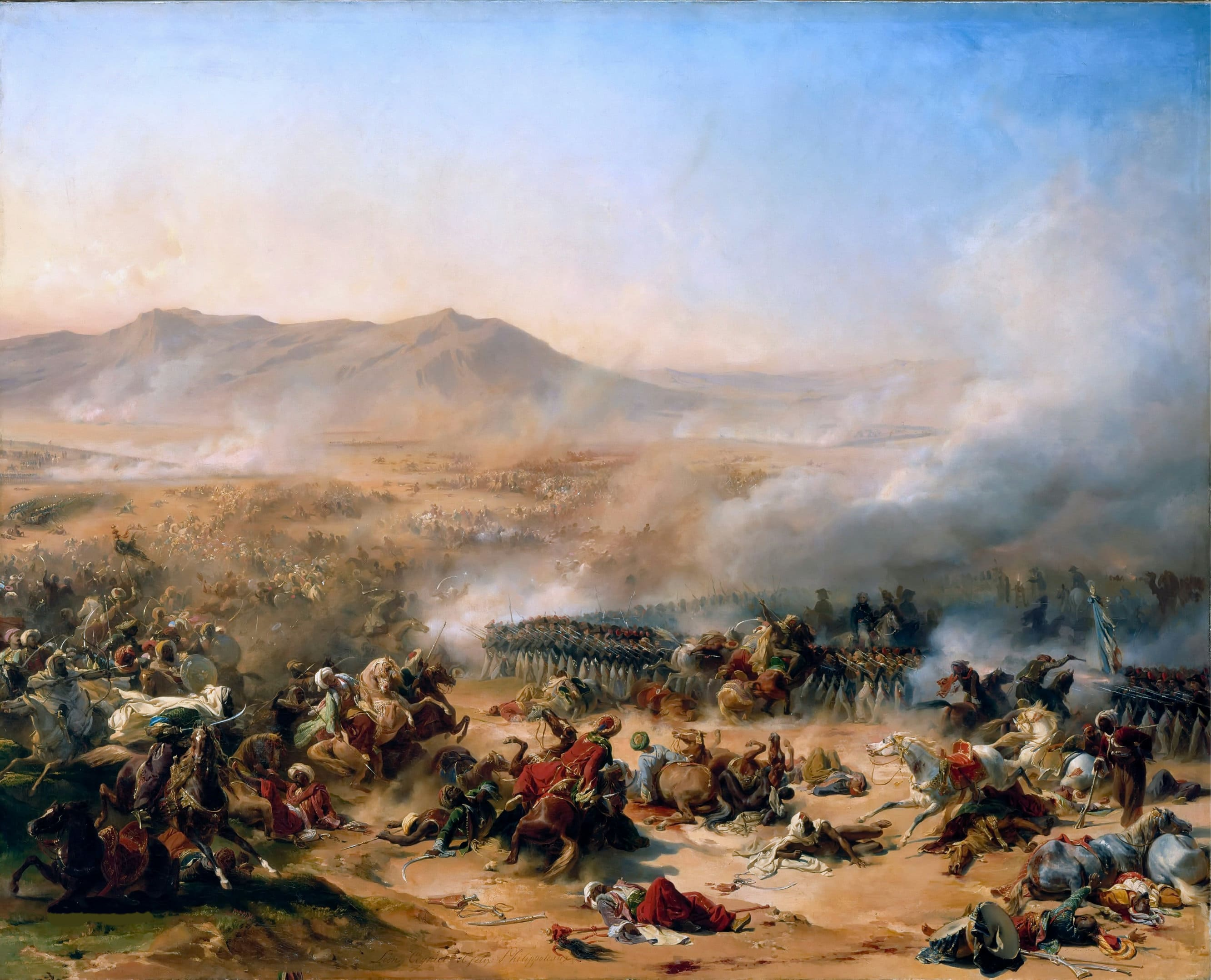
「タボル山の戦い」
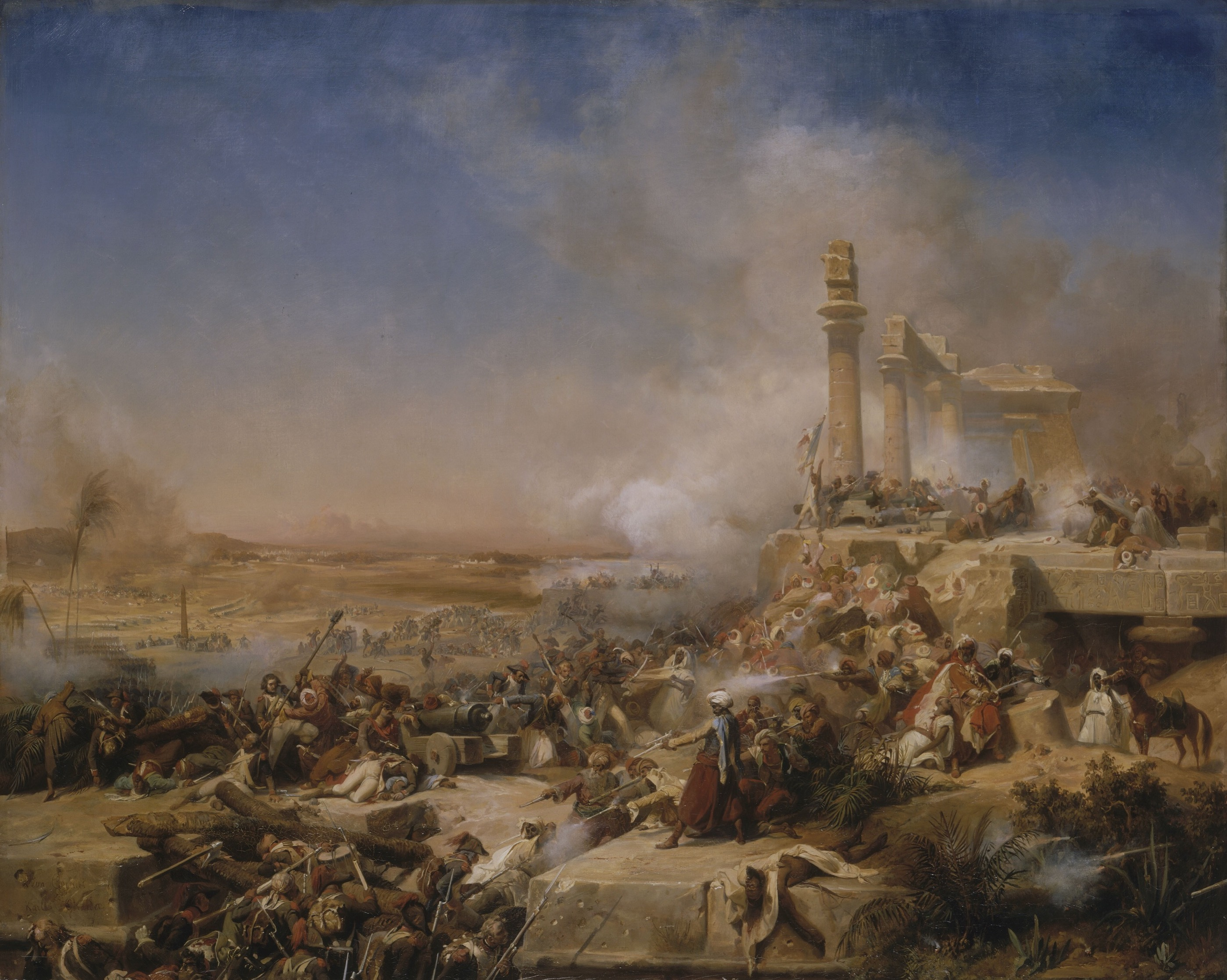
「ヘリオポリスの戦い」
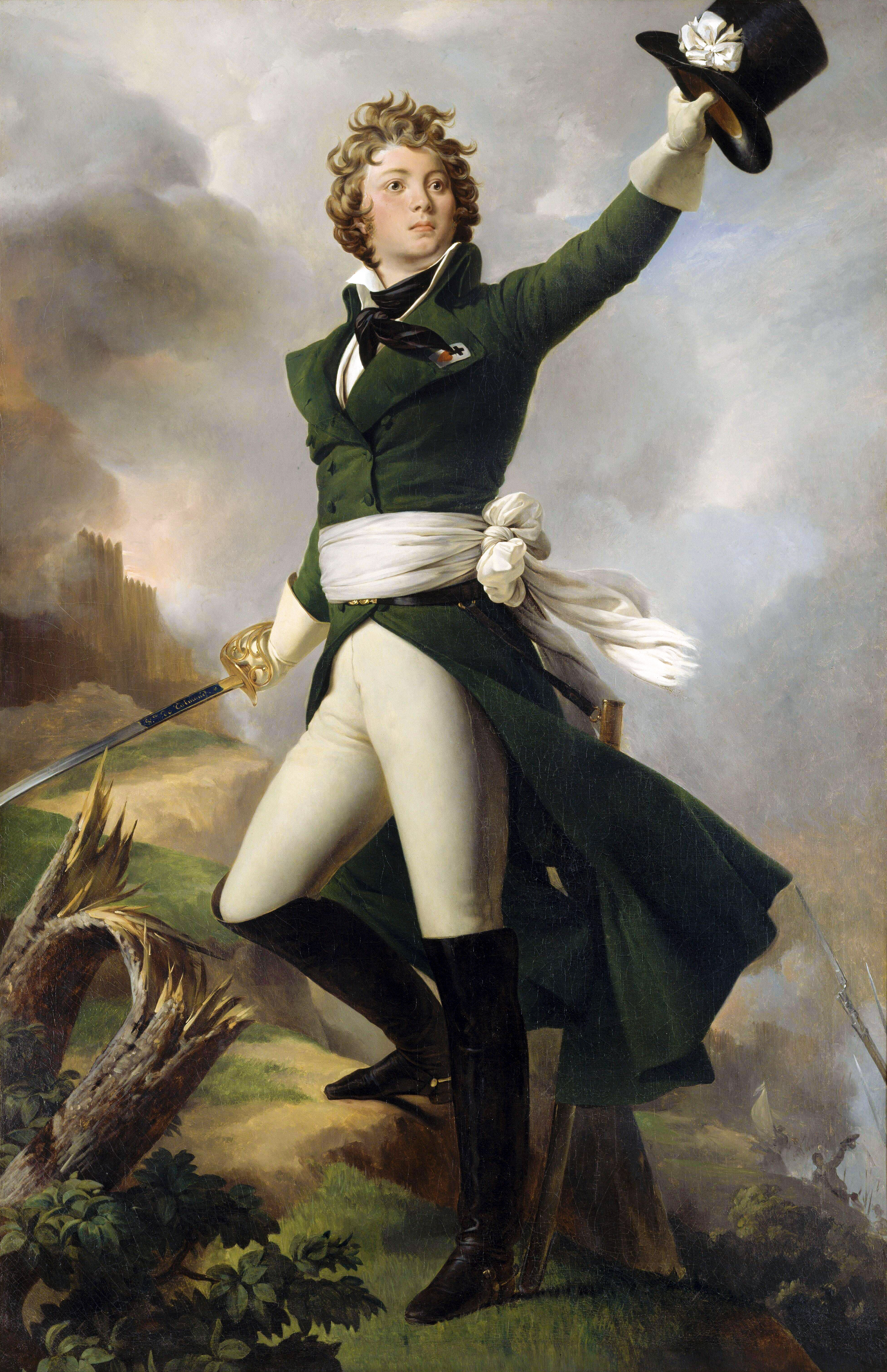
「アントワーヌ＝フィリップ・ド・ラ・トレモイユ」

## コニエに学んだ画家たち
- アルフレッド・ド・ドルー (1810-1860)
- ジャック・ギオー（1810-1876）
- アマーリア・リンドグレーン (1814-1891)
- アンリ・フェリックス・エマニュエル・フィリッポトー (1815-1884)
- エルネスト・メソニエ (1815-1891)
- エグロン・ルンドグレン (1815-1875)
- ユーグ・メルル (1822-1881)
- アルフレッド・デオダンク (1822-1882)
- ルイ・ギュスターヴ・リカール (1823-1873)
- ポール＝コンスタン・ソワイエ (1823-1903)
- オーギュスト・フェイアン＝ペラン (1826-1888)
- アウグスト・フリードリヒ・シェンク (1828-1901)
- ジュール・フェラ (1829-1906)
- カルロス・マリア・エスキベル (1830-1867)
- ヴォイチェフ・ゲルソン (1831-1901)
- シャルル＝オリヴィエ・ド・ペンヌ (1831-1897)
- アンリ＝アルフレッド・ダルジュー (1832-1874)
- ジュール・ジョゼフ・ルフェーブル (1836-1911)
- ピエール・オーギュスト・コット (1837-1883)
- エミール・バヤール (1837-1891)
- ジャン＝ポール・ローランス (1838-1921)
- ディオジェーヌ・マイヤール (1840-1926)
- アンナ・リー・メリット(1844-1930)
- ポール・ドミニク・フィリッポトー (1846-1923)